# Kalle Blomquist – sein neuester Fall
Kalle Blomquist – sein neuester Fall (Alternativtitel: Kalle Blomquist und Rasmus, Originaltitel: Kalle Blomkvist och Rasmus) ist ein Kinderfilm von Göran Carmback nach dem Roman Kalle Blomquist, Eva-Lotta und Rasmus von Astrid Lindgren.

## Handlung
Kalle, Eva-Lotta und Anders werden Zeuge einer Entführung. Professor Rasmusson wird gemeinsam mit seinem Sohn Rasmus auf eine einsame Insel verschleppt. Während Eva-Lotta sich heimlich im Auto der Verbrecher versteckt und eine Fährte für die Jungen auslegt, folgen die beiden Jungen ihr aus einiger Entfernung mit einem Motorrad. Schon bald erfahren die Kinder, dass Professor Rasmusson Leichtmetalle erfunden hat, die unzerstörbar sind und die Entführer die Papiere haben möchten, auf der die Erfindung beschrieben sind. Die Jungs können mit Eva-Lotta und Rasmus kommunizieren. Letzterer freundet sich mit Nicke, einem der Entführer an. Der ist mit der Entführung der Kinder eigentlich gar nicht einverstanden. Mit Unterstützung von Nicke gelingt es den Jungen schließlich Eva-Lotta & Rasmus zu befreien. Die Jungen schaffen es schließlich auch heimlich die Polizei zu verständigen. Diese schnappt die Verbrecher, bevor diese entkommen können.

## Hintergrund
Der Film basiert auf dem Roman Kalle Blomquist, Eva-Lotta und Rasmus von Astrid Lindgren. Dieser wurde bereits 1953 als Kalle Blomquist lebt gefährlich (Mästerdetektiven lever farligt) verfilmt. Der Film wurde 1997 erstmals in Schweden im Fernsehen gezeigt. Im Januar 1998 folgte die deutsche Fernsehausstrahlung.

## Unterschiede zum Buch
Die Hauptfiguren sind einige Jahre jünger als in den Büchern. So glaubte das Filmteam, dass Jugendliche nicht mehr als Rote und Weiße Rose gegeneinander um den Großmummrich kämpfen würden.

## Rezeption
Die Cinema lobt die Darstellung der Kinderdarsteller, insbesondere die des William Svedberg, der den 5-jährigen Rasmus so niedlich spiele.